# Burimas (Korça)
Burimas falu Albánia délkeleti részén, a Korçai-medence északkeleti peremén, a Thatë-hegység és a Morava-hegység közötti szorosban. Korça megyén belül Maliq község, azon belül Pojan alközség része. Fontos őskori régészeti helyszín, határában a késő újkőkorszaktól a kőrézkor középső szakaszáig lakott települést tártak fel a régészek.

## Fekvése
Burimas a Thatë- és a Morava-hegység között, a Devoll felső szakasza által vájt Cangonji-szoros (Gryka e Cangonjit) nyugati bejáratánál fekszik. A falu határában hegytetőre épült őskori település maradványai 954 méteres tengerszint feletti magasságban találhatóak.

## Őskori települése
A Burimas melletti hegytetőt az i. e. 3. évezred közepén, a neolitikum végétől a középső kőrézkorig kontinuus népesség lakta. A nyílt településükről előkerült leletek alapján az albániai kora kőrézkor típusos kultúrájaként tartják számon (burimasi fázis), amelynek műveltségjavai Maliq, Kamnik és Gradec korabeli rétegeiből is ismertek. Tipológiai szempontból a korábbi formák továbbélése jellemezte agyagedényeiket: a burimasi ivókupák, tálak, keskeny nyakú edények párhuzamai más késő neolitikus lelőhelyekről is ismertek. A díszítés tekintetében eleinte szintén az újkőkori hagyományt folytatták, szürke vonalfestéses vagy simított falú fekete edényeiket azonban a kőrézkor középső korszaka felé haladva egyre differenciáltabban díszítették. Egyfelől edényeik mély karcolatú szalag- vagy háromszögmintáinak belső területét pontozással töltötték ki, majd megjelentek a pontozott párhuzamos vonalak, hullám- és spirálmotívumok is. Kisebb táljaik és tányérjaik peremét gyakran vörös vagy fehér színnel felfestett, szélesebb sávval díszítették. A Balkán keleti területeivel hasonlóságot mutató agyagedény-töredékek a korabeli népesség kiterjedt kereskedelmi kapcsolataira utalnak.